# Semiotus bispinus
Semiotus bispinus is een keversoort uit de familie kniptorren (Elateridae). De wetenschappelijke naam van de soort is voor het eerst geldig gepubliceerd in 1874 door Candèze.